# 塔里木蟾蜍
塔里木蟾蜍（Bufotes pewzowi）是屬於蟾蜍科的一種蛤蟆。它分布於中亚一帶的平原、天山山脉、阿拉套山和帕米爾高原（哈萨克斯坦、吉尔吉斯斯坦、乌兹别克斯坦和塔吉克斯坦）、中国西部和蒙古的山脉和沙漠，西至阿富汗北部，北至哈萨克斯坦的巴尔喀什湖和俄罗斯的阿尔泰共和国东北部。

## 保护
本种于2023年被收录入《有重要生态、科学、社会价值的陆生野生动物名录》。